# Saint-Martin-du-Mont (Côte-d’Or)
Saint-Martin-du-Mont település Franciaországban, Côte-d’Or megyében. Lakosainak száma 464 fő (2022. január 1.). Saint-Martin-du-Mont Vaux-Saules, Panges, Trouhaut, Bligny-le-Sec, Francheville, Pasques, Saint-Seine-l’Abbaye, Turcey és Val-Suzon községekkel határos.

## Népesség
A település népessége az elmúlt években az alábbi módon változott:
| Lakosok száma | 305  | 285  | 332  | 419  | 450  | 447  | 435  | 453  | 462  | 464  |
|               | 1968 | 1982 | 1990 | 2006 | 2013 | 2015 | 2017 | 2019 | 2020 | 2022 |